# Иван Веймарн
Иван Иванович Веймарн (на руски: Иван Иванович Веймарн) е руски офицер, генерал-лейтенант. Участник в Руско-турската война (1877-1878). Служи в Българската армия. Управляващ на Военното министерство (1885).

## Биография
Иван Веймарн е роден на 8/20 март 1852 г. в семейството на потомствен дворянин. Ориентира се към военното поприще. Завършва Николаевското кавалерийско училище с производство в първо офицерско звание прапорщик и назначение в лейбгвардейския Конно-гренадирски полк (1871). Завършва Николаевската академия на Генералния щаб. Служи като старши адютант на 13-а кавалерийска дивизия.
Участва в Руско-турската война (1877-1878).
През март 1884 г. е изпратен в България като другар на военния министър (заместник-министър). От март до април 1885 г. е управляващ Военното министерство във второто правителство на Петко Каравелов.. Напуска страната заедно с останалите руски офицери през септември 1885 г.
След завръщането си в Русия е назначен е за командир на 11-и Драгунски полк (1891), началник на щаба на 14-и армейски корпус (1896), началник на щаба на Отделния корпус на граничната стража (1901). Повишен е във военно звание в генерал-лейтенант от 1902 г. Командир на 14-и армейски корпус (1906).